# Ernesto Tagliaferri
Ernesto Tagliaferri (Napoli, 18 novembre 1889 – Torre del Greco, 6 marzo 1937) è stato un musicista italiano.

## Biografia
Nato nel popolare Borgo Sant'Antonio Abate, era figlio di barbiere. Conseguì il diploma di violino al conservatorio di San Pietro a Majella. Nel 1912 scrisse la sua prima musica su testo di E. A. Mario. Nel 1915 mise in musica la poesia Napule canta di Libero Bovio.
Dopo aver servito durante la prima guerra mondiale, nel 1920 iniziò una lunga collaborazione con Ernesto Murolo: musicò e contribuì a scrivere, fra le più importanti, Mandulinata a Napule, Piscatore 'e Pusilleco, Napule ca se ne va e Tarantella internazionale.
Divenne successivamente un famoso direttore d'orchestra, con il quale si esibirono alcuni fra i più importanti cantanti dell'epoca, come Elvira Donnarumma. Sposò Lucia D'Orlando, sorella di un suo allievo nativo di Torre del Greco, che Tagliaferri elesse come sua seconda città.
Nel 1934, fondò la casa editrice La Bottega dei Quattro assieme a Libero Bovio, Nicola Valente e Gaetano Lama. Morì all'improvviso la mattina del 6 marzo 1937, mentre si stava recando proprio alla sede della Bottega.

## Filmografia
- La città canora (City of Song), regia di Carmine Gallone (1931)